# HSV-Futsal
HSV-Futsal (do 2023 r. HSV-Panthers, do 2017 r.: Hamburg Panthers) to niemiecka drużyna futsalowa z Hamburga, należąca do klubu Hamburger SV. Zespół czterokrotnie zdobył Mistrzostwo Niemiec w futsalu, co czyni go niemieckim rekordzistą. Ponadto, Hamburczycy są jednymi z założycieli Futsal-Bundesliga.

## Sukcesy
- Mistrzostwo Niemiec (4): 2012, 2013, 2015, 2016
- Mistrzostwo Niemiec Północnych (5): 2012, 2015, 2016, 2018, 2019
- Puchar Niemiec Północnych (1): 2016